# 最後的棒棒
最後的棒棒，是一部由何苦製作的電視紀錄片。

## 簡介
2015年，正團級轉業軍官何苦通過親身經歷拍攝了紀錄片《最後的棒棒》．這也是中國國內首部自拍體紀錄片。《最後的棒棒》總共分為13集，每集有不同的主題，每集時長在29分鐘左右。紀錄片聚焦重慶地區特有的「棒棒」行業。他們肩上扛著一米長的竹棒，棒上繫著兩根尼龍繩，沿街遊蕩攬活，通過一根棍棒扛起生活的重擔。紀錄片拍攝一年有餘，導演何苦包攬撰稿、解說、編輯多項工作，用最簡陋的設備和最低的成本將紀錄片製作完成。

## 主要人物
- 蠻牛（何苦、何長林）（？年－），重慶奉節縣人，退伍前為重慶警備區政治部機關正團職幹部
- 老黃（黃澤慶）（1949年11月－2021年3月9日），重慶江津區人，片中第一主角
- 大石（石中學）（？年－），重慶合川區人
- 老杭（杭永林）（？年－），重慶南川區大觀鎮石橋村人
- 老甘（甘吉中）（？年－），四川鄰水縣關河鄉太陽紅村人
- 河南（？）（1971年－），河南鄭州人
- 老金（？）（？年－－2017年7月25日），重慶墊江縣三溪鎮人[3]
- 黃牛（？）（？年－），四川鄰水縣人，時年55歲
- 毛土豪
- 米店曾老闆
- 老楊頭
- 雙胞胎

## 其他人物
- 雷管（可能未出鏡），片中警告老黃老杭不要去朝天門攬生意
- 尿罐（傳奇人物）：天生神力，一次能背400斤貨，雷管用以威脅老黃老杭

## 地點
自力巷53號，自力巷原名總土地巷，巷中有一個土地祠甚為靈應，為重慶城內矮神之首，稱為總土地廟，後改名至誠巷，文革初期改為自力巷